# Liste de statues équestres de Belgique
Cet article recense les statues équestres en Belgique.

## Liste
| Œuvre                                            | Auteur                                                                         | Commune             | Localisation                                    | Notes                               | Installation     | Coordonnées                      | Illustration                                                |
| ------------------------------------------------ | ------------------------------------------------------------------------------ | ------------------- | ----------------------------------------------- | ----------------------------------- | ---------------- | -------------------------------- | ----------------------------------------------------------- |
| Saint Georges terrassant le Dragon               | Jef Lambeaux                                                                   | Anvers              | Huis Spaengien, Grote Markt 7                   | Georges de Lydda                    |                  | 51° 13′ 18″ nord, 4° 23′ 59″ est | Saint Georges terrassant le Dragon, Anvers                  |
| Statue équestre de Léopold Ier                   | Joseph Geefs                                                                   | Anvers              | Leopoldplaats                                   | Léopold Ier                         | 1872             | 51° 12′ 45″ nord, 4° 24′ 26″ est | Statue équestre de Léopold Ier, Anvers                      |
| Statue équestre d'Albert Ier                     | Octave Rotsaert (nl)                                                           | Bruges              | Konig Albert I-park                             | Albert Ier                          | 1954             | 51° 12′ 03″ nord, 3° 13′ 08″ est | Statue équestre d'Albert Ier, Bruges                        |
| Flandria Nostra                                  | Jules Lagae                                                                    | Bruges              | Muntplein                                       | Marie de Bourgogne                  | 1901             | 51° 12′ 33″ nord, 3° 13′ 15″ est | Flandria Nostra, Bruges                                     |
| Les Quatre Cavaliers de l'Apocalypse             | Rik Poot (nl)                                                                  | Bruges              | Arentshof                                       | Cavaliers de l'Apocalypse           |                  | 51° 12′ 19″ nord, 3° 13′ 32″ est | Les Quatre Cavaliers de l'Apocalypse, Bruges                |
| Lucky Luke et Jolly Jumper                       | D'après Morris                                                                 | Charleroi           | Parc reine Astrid                               | Lucky Luke, Jolly Jumper (monture)  | 1994             | 50° 24′ 23″ nord, 4° 26′ 55″ est | Lucky Luke et Jolly Jumper, Charleroi                       |
| Statue équestre d'Albert Ier                     | Alfred Courtens                                                                | Bruxelles           | Mont des Arts                                   | Albert Ier                          | 1950             | 50° 50′ 39″ nord, 4° 21′ 23″ est | Statue équestre d'Albert Ier, Bruxelles                     |
| Statue équestre de Simón Bolívar                 | Hugo Daini                                                                     | Bruxelles           | Avenue Franklin Roosevelt                       | Simón Bolívar                       | 1983             | 50° 48′ 04″ nord, 4° 23′ 25″ est | Image manquante                                             |
| Statue équestre de Charles-Alexandre de Lorraine | Nicolas Van Mons (1752) J. Jaquet (1854) P. Van Aerschodt / Jules Lagae (1901) | Bruxelles           | Maison de l'Arbre d'Or                          | Charles-Alexandre de Lorraine       | 1752, 1854, 1901 | 50° 50′ 36″ nord, 4° 21′ 09″ est | Statue équestre de Charles-Alexandre de Lorraine, Bruxelles |
| Cheval à l'abreuvoir                             | Constantin Meunier                                                             | Bruxelles           | Square Ambiorix                                 |                                     | 1899             | 50° 50′ 49″ nord, 4° 22′ 54″ est | Cheval à l'abreuvoir, Bruxelles                             |
| Monument à Don Quichotte                         | Lorenzo Coullaut-Valera                                                        | Bruxelles           | Place d'Espagne                                 | Don Quichotte, Sancho Panza         |                  | 50° 50′ 48″ nord, 4° 21′ 22″ est | Monument à Don Quichotte, Bruxelles                         |
| Statue de Godefroid de Bouillon                  | Louis-Eugène Simonis                                                           | Bruxelles           |                                                 | Godefroy de Bouillon                | 1848             | 50° 50′ 21″ nord, 4° 21′ 34″ est | Statue de Godefroid de Bouillon, Bruxelles                  |
| Statue équestre de Léopold II                    | Thomas Vinçotte                                                                | Bruxelles           |                                                 | Léopold II                          | 1926             | 50° 50′ 14″ nord, 4° 21′ 51″ est | Statue équestre de Léopold II, Bruxelles                    |
| La Lutte équestre                                | Jacques de Lalaing                                                             | Bruxelles           | Square du Bois                                  |                                     | 1906             | 50° 48′ 53″ nord, 4° 22′ 20″ est | La Lutte équestre, Bruxelles                                |
| Monument de la Lys (nl)                          | Alfred Courtens                                                                | Courtrai            |                                                 | Léopold III                         | 1957             | 50° 50′ 07″ nord, 3° 16′ 06″ est | Monument de la Lys, Courtrai                                |
| Statue équestre d'Albert Ier                     | Domien Ingels (nl), Jan-Albert De Bondt (nl)                                   | Gand                | Koning Albertpark (nl)                          | Albert Ier                          | 1937             | 51° 02′ 45″ nord, 3° 43′ 54″ est | Statue équestre d'Albert Ier, Gand                          |
| Cheval Bayard                                    | Domien Ingels (nl), Aloïs De Beule (nl)                                        | Gand                | Paul de Smet de Naeyerplein                     | Bayard (monture)                    |                  | 51° 01′ 54″ nord, 3° 43′ 04″ est | Cheval Bayard, Gand                                         |
| Statue équestre d'Arnoul IV de Looz              | Marc Cox                                                                       | Hasselt             |                                                 | Arnoul IV de Looz                   | 1993             | 50° 55′ 49″ nord, 5° 20′ 18″ est | Statue équestre d'Arnoul IV de Looz, Hasselt                |
| Statue équestre d'Albert Ier                     | Charles Leplae                                                                 | Liège               | Pont Albert Ier                                 | Albert Ier                          | 1964             | 50° 37′ 55″ nord, 5° 34′ 18″ est | Statue équestre d'Albert Ier, Liège                         |
| Statue équestre de Charlemagne                   | Louis Jehotte                                                                  | Liège               | Boulevard d'Avroy                               | Charlemagne                         | 1867             | 50° 37′ 52″ nord, 5° 34′ 07″ est | Statue équestre de Charlemagne, Liège                       |
| L'Enlèvement d'Europe                            | Rik Poot (nl)                                                                  | Louvain             |                                                 | Europe. Europe chevauche un taureau |                  | 50° 52′ 40″ nord, 4° 42′ 59″ est | L'Enlèvement d'Europe, Louvain                              |
| Saint Georges terrassant le Dragon               |                                                                                | Malle               | Château de Renesse (en), façade d'une des tours | Georges de Lydda                    |                  | 51° 18′ 02″ nord, 4° 43′ 41″ est | Saint Georges terrassant le Dragon, Malle                   |
| Statue équestre de Baudoin de Constantinople     | Joseph Jaquet                                                                  | Mons                |                                                 | Baudouin VI de Hainaut              | 1868             | 50° 27′ 14″ nord, 3° 57′ 38″ est | Statue équestre de Baudoin de Constantinople, Mons          |
| Statue équestre d'Albert Ier                     | Victor Demanet                                                                 | Namur               | Avenue Baudouin de Constantinople               | Albert Ier                          | 1868             | 50° 27′ 42″ nord, 4° 52′ 12″ est | Statue équestre d'Albert Ier, Namur                         |
| Cheval Bayard                                    | Olivier Strebelle                                                              | Namur               |                                                 | Bayard (monture)                    |                  | 50° 27′ 48″ nord, 4° 52′ 26″ est | Cheval Bayard, Namur                                        |
| Monument au Roi Albert Ier                       | Karel Aubroeck                                                                 | Nieuport            |                                                 | Albert Ier                          | 1938             | 51° 08′ 10″ nord, 2° 45′ 20″ est | Monument au Roi Albert Ier, Nieuport                        |
| Statue équestre de Léopold Ier                   | Jacques de Lalaing                                                             | Ostende             | Leopold I-plein                                 | Léopold Ier                         | 1901             | 51° 13′ 41″ nord, 2° 54′ 38″ est | Statue équestre de Léopold Ier, Ostende                     |
| Statue équestre de Léopold II                    | Alfred Courtens                                                                | Ostende             |                                                 | Léopold II                          | 1931             | 51° 13′ 38″ nord, 2° 54′ 15″ est | Monument à Léopold II, Ostende                              |
| Cheval Bayard                                    | Jan Desmarets (nl)                                                             | Termonde            |                                                 | Bayard (monture)                    |                  | 51° 01′ 32″ nord, 4° 06′ 07″ est | Cheval Bayard, Termonde                                     |
| Monument à Antoine Fonck                         | Marcel Rau                                                                     | Thimister-Clermont  |                                                 | Antoine Fonck                       | 1923             | 50° 38′ 44″ nord, 5° 51′ 06″ est | Monument à Antoine Fonck, Thimister-Clermont                |
| Statue équestre de José de San Martín            | Louis-Joseph Daumas                                                            | Woluwe-Saint-Pierre | Boulevard de la Woluwe                          | José de San Martín                  | 1975             | 50° 49′ 57″ nord, 4° 26′ 00″ est | Statue équestre de José de San Martín, Woluwe-Saint-Pierre  |